# ユヴェントス Next Gen
ユヴェントス Next Gen（Juventus Next Gen）は、イタリア・トリノをホームタウンとする、ユヴェントスのリザーブチーム。2024-25シーズンはセリエCに所属している。

## 歴史
U-23ユヴェントスFCは2018年8月3日に発足し、セリエCに参入することが発表された。
イタリアのサッカークラブの下部組織にはプリマヴェーラの20歳以下のカテゴリまでしか存在せず、トップチームに昇格できない選手は共同保有や下部クラブへのレンタル移籍で出場機会を積むのが通例であった。2018 FIFAワールドカップにおいて14大会ぶりに予選敗退を喫し、世代交代が求められていたイタリアサッカー連盟は2018-19シーズンからセリエCにセカンドチームが参入することを認めると発表した。
また、若手選手の青田買いを防ぎたいFIFAにより期限付き移籍の人数を制限されることが予想されており、U-23ユヴェントスはセリエCに参入する最初のセカンドチームになった。
2019年11月26日からの3週間、ファビオ・ペッキア監督がアビスパ福岡で指導した三國ケネディエブスが練習参加した。
2020年2月23日に対戦したセリエCピアネーゼにプロサッカー選手としては初となる新型コロナウイルス感染症の感染者が発覚し、トップチームと接触しない措置が取られた。2019-20シーズンは新型コロナ拡大の影響でセリエCが途中で打ち切られ10位で終えることとなったが、創設2年目でコッパ・イタリア・セリエCを優勝し昇格プレーオフに進んだ。
2020年7月30日、2020-21シーズンからトップチームに4年所属したアンドレア・ピルロが監督に就任することが発表された。しかしその後、トップチームの監督であったマウリツィオ・サッリがチャンピオンズリーグでの不振で解任されたことにより、ピルロがトップチームの監督に就任した。
2020年8月22日、空席となっていた監督にユヴェントスのU-19チームを指揮していたランベルト・ザウリが就任することが発表された。
2年間監督を務めたザウリは、セリエBに昇格したFCズュートティロールの監督に就任。後任にアタランタBCのユースで7年コーチを務めたマッシモ・ブランビッラが就任した。
2022年8月26日、チーム名を「ユヴェントス Next Gen」へ変更したことが発表された。コッパ・イタリア・セリエCの決勝では、トップチームに帯同しているマティアス・スーレやサミュエル・イリング・ジュニオールらが出場したがLRヴィチェンツァに敗れている。
2023-24シーズンからは、チーム責任者にクラウディオ・キエッリーニが就任した。トップチームに所属したジョルジョ・キエッリーニの双子の兄弟で、Next Gen創設からプロジェクトに関わっており、ピサのスポーツディレクターを経て2年ぶりの復帰となった。

## エピソード
トリノで基準に合致するスタジアムを確保できなかったため、トリノから90km離れたピエモンテ州・アレッサンドリアのスタディオ・ジュゼッペ・モッカガッタを使用しているが、女子チーム、ユヴェントス・ウーマンと共用できるスタジアムの建設を目指している。
U-23という名前ではあるが、3名までオーバーエイジが認められており、経験を若い選手に伝えるために23歳以上の選手も所属している。

## 過去の成績
| シーズン | カテゴリ | 試 | 勝 | 分 | 負 | 得 | 失 | 勝ち点 | 順位 | カップ戦 | 監督                   |
| -------- | -------- | -- | -- | -- | -- | -- | -- | ------ | ---- | -------- | ---------------------- |
| 2018-19  | セリエC  | 37 | 12 | 6  | 19 | 41 | 48 | 42     | 12位 | 予選敗退 | マウロ・ジロネッリ     |
| 2019-20  | セリエC  | 27 | 8  | 12 | 7  | 30 | 34 | 36     | 10位 | 優勝     | ファビオ・ペッキア     |
| 2020-21  | セリエC  | 38 | 14 | 10 | 14 | 52 | 50 | 52     | 10位 | 中止     | ランベルト・ザウリ     |
| 2021-22  | セリエC  | 38 | 15 | 9  | 14 | 43 | 43 | 54     | 8位  | ベスト16 | ランベルト・ザウリ     |
| 2022-23  | セリエC  | 38 | 13 | 10 | 15 | 42 | 48 | 49     | 13位 | 準優勝   | マッシモ・ブランビッラ |
| 2023-24  | セリエC  | 38 | 15 | 9  | 14 | 50 | 44 | 54     | 7位  | ベスト16 | マッシモ・ブランビッラ |
| 2024-25  | セリエC  | 38 |    |    |    |    |    |        |      |          | パオロ・モンテーロ     |

## 現所属メンバー
2024年8月31日現在
| Pos | No. | 選手名                                           | 生年月日               | 前所属                         |
| GK  | 22  | ジョヴァンニ・ダッファーラ★ Giovanni Daffara     | 2004年12月5日（20歳）  | ユヴェントスU-19               |
| GK  | 25  | シモーネ・スカーリア★ Simone Scaglia             | 2004年7月12日（20歳）  | ユヴェントスU-19               |
| GK  |     | ヤクブ・ヴィナルチク★ Jakub Vinarcik             | 2005年7月11日（19歳）  | ユヴェントスU-19               |
| GK  |     | マッテオ・フスカルド★ Matteo Fuscaldo            | 2005年2月25日（20歳）  | ユヴェントスU-19               |
| DF  | 13  | ファブリツィオ・ポーリ (主将) Fabrizio Poli      | 1989年5月26日（36歳）  | ヴィルトゥス・エンテッラ       |
| DF  | 14  | ガブリエーレ・ムラッツィ★ Gabriele Mulazzi       | 2003年4月1日（22歳）   | ユヴェントスU-19               |
| DF  | 15  | () リファノ・コメネンシア Livano Comenencia      | 2004年2月3日（21歳）   | PSVアイントホーフェン          |
| DF  | 24  | アレッサンドロ・チティ Alessandro Citi           | 2003年1月6日（22歳）   | ユヴェントスU-19               |
| DF  | 31  | リッカルド・スティヴァネッロ Riccardo Stivanello | 2004年4月24日（21歳）  | ボローニャFC                   |
| DF  |     | ペドロ・フェリペ Pedro Felipe                    | 2004年5月23日（21歳）  | SEパルメイラス                 |
| DF  |     | フィリッポ・スカーリア Filippo Scaglia           | 1992年1月31日（33歳）  | FCズュートティロール           |
| DF  |     | ダヴィド・ポクツカ David Puczka                  | 2005年1月26日（20歳）  | アドミラ・ヴァッカー           |
| DF  |     | ステファノ・トゥルコ★ Stefano Turco              | 2005年1月24日（20歳）  | ユヴェントスU-19               |
| DF  |     | フェデリコ・サビオ★ Federico Savio               | 2005年6月23日（19歳）  | ユヴェントスU-19               |
| MF  | 24  | マルティン・パルンボ Martin Palumbo              | 2002年3月5日（23歳）   | ウディネーゼ・カルチョ         |
| MF  |     | () ダウダ・ペーテルス Daouda Peeters             | 1999年1月26日（26歳）  | UCサンプドリア                 |
| MF  |     | ジャコモ・ファティカンティ Giacomo Faticanti     | 2004年7月31日（20歳）  | USレッチェ                     |
| MF  |     | ニコロ・レドンネ★ Nicolò Ledonne                 | 2004年3月23日（21歳）  | ユヴェントスU-19               |
| MF  |     | フェデリコ・マッカ Federico Macca                | 2003年10月22日（21歳） | ヴィルトゥス・エンテッラ       |
| MF  |     | アウグスト・オウス★ Augusto Owusu                | 2005年1月28日（20歳）  | ユヴェントスU-19               |
| MF  |     | ルカ・アマラディオ Luca Amaradio                 | 2005年8月16日（19歳）  | デルトーナFBC                  |
| MF  |     | クリストス・パパドプーロス Christos Papadopoulos | 2004年11月1日（20歳）  | ジェノアCFC                    |
| MF  |     | ヴァシリエ・アジッチ Vasilije Adžić              | 2006年5月12日（19歳）  | FKブドゥチノスト・ポドゴリツァ |
| FW  | 33  | クレメンテ・ペロッティ Clemente Perotti          | 2003年1月22日（22歳）  | プロ・パトリア                 |
| FW  |     | () サミュエル・ムバングラ★ Samuel Mbangula       | 2004年1月16日（21歳）  | ユヴェントスU-19               |
| FW  | 23  | トンマーゾ・マンチーニ Tommaso Mancini           | 2004年7月23日（20歳）  | ユヴェントスU-19               |
| FW  | 17  | シモーネ・ゲッラ Simone Guerra                   | 1989年8月30日（35歳）  | フェラルピサロ                 |
| FW  |     | フェリックス・アフェナ＝ギャン Felix Afena-Gyan  | 2003年1月19日（22歳）  | USクレモネーゼ                 |
| FW  |     | () コジモ・ダ・グラカ★ Cosimo Da Graca           | 2002年5月1日（23歳）   | ユヴェントスU-19               |
| FW  |     | ニコロ・クドリグ Nicolò Cudrig                   | 2002年8月7日（22歳）   | ASモナコB                      |
| FW  |     | () クリストファー・ルンゴイ Christopher Lungoyi  | 2000年7月4日（24歳）   | FCルガーノ                     |
| FW  |     | ロレンツォ・アンゲーレ★ Lorenzo Anghelè          | 2005年2月26日（20歳）  | ユヴェントスU-19               |
| FW  |     | () ルイス・セメド★ Luís Semedo                   | 2003年8月11日（21歳）  | サンダーランドAFC              |

※括弧内の国旗はその他の保有国籍を、星印はトップチームで育成枠を満たす選手を示す。

### トップチームに帯同中の選手
out
注：選手の国籍表記はFIFAの定めた代表資格ルールに基づく。
| No. | Pos. |          | 選手名                 |
| --- | ---- | -------- | ---------------------- |
| --  | FW   | ベルギー | サミュエル・ムバングラ |

| No. | Pos. |              | 選手名               |
| --- | ---- | ------------ | -------------------- |
| --  | MF   | モンテネグロ | ヴァシリエ・アジッチ |

### ローン移籍
in
注：選手の国籍表記はFIFAの定めた代表資格ルールに基づく。
| No. | Pos. |          | 選手名                                      |
| --- | ---- | -------- | ------------------------------------------- |
| --  | DF   | イタリア | リッカルド・スティヴァネッロ (ボローニャFC) |
| --  | DF   | ブラジル | ペドロ・フェリペ (SEパルメイラス)           |
| --  | MF   | イタリア | ジャコモ・ファティカンティ (USレッチェ)     |

| No. | Pos. |          | 選手名                                          |
| --- | ---- | -------- | ----------------------------------------------- |
| --  | MF   | ギリシャ | クリストス・パパドプーロス (ジェノアCFC)        |
| --  | FW   | ガーナ   | フェリックス・アフェナ＝ギャン (USクレモネーゼ) |

out
注：選手の国籍表記はFIFAの定めた代表資格ルールに基づく。
| No. | Pos. |                          | 選手名                                  |
| --- | ---- | ------------------------ | --------------------------------------- |
| --  | GK   | イタリア                 | ステファノ・ゴーリ (スぺツィア)         |
| --  | GK   | イタリア                 | ジョヴァンニ・ガロファーニ (モノーポリ) |
| --  | DF   | イタリア                 | リッカルド・トゥリッキア (カタンザーロ) |
| --  | DF   | ボスニア・ヘルツェゴビナ | タリク・ムハレモビッチ (サッスオーロ)   |
| --  | DF   | フランス                 | ジャン＝クロード・ンテンダ (SPAL)       |
| --  | MF   | イタリア                 | アレッサンドロ・セルサンティ (レッコ)   |
| --  | MF   | ベルギー                 | ジョセフ・ノンジェ (トロワ)             |

| No. | Pos. |              | 選手名                                  |
| --- | ---- | ------------ | --------------------------------------- |
| --  | FW   | イタリア     | ニコラ・セクロフ (サンプドリア)         |
| --  | FW   | イタリア     | エマヌエーレ・ペコリーノ (フロジノーネ) |
| --  | FW   | イタリア     | レオナルド・チェッリ (カッラレーゼ)     |
| --  | FW   | イタリア     | マッティア・コンパニョン (カタンザーロ) |
| --  | FW   | ウクライナ   | アンドリー・ファーマン (シオン)         |
| --  | FW   | アルゼンチン | フアン・クアトロッキ (カヴェーゼ)       |

※括弧内の国旗はその他の保有国籍を示す。情報はtransfermarktによる

## タイトル
- コッパ・イタリア・セリエC：1回 2019-2020

## 歴代監督
- マウロ・ジロネッリ 2018-2019
- ファビオ・ペッキア 2019-2020
- アンドレア・ピルロ 2020
- ランベルト・ザウリ 2020-2022
- マッシモ・ブランビッラ 2022-2024
- パオロ・モンテーロ 2024-

## 歴代所属選手

### GK
- フランコ・イスラエル 2020-2022

### DF
- パオロ・ゴッツィ 2018-2022
- ダリオ・デル・ファブロ 2018-2022
- ジャンルカ・フラボッタ 2019-2020
- ウェズレイ 2020-2022
- フェリックス・エンゾアンゴ 2020-2023

### MF
- マテウス・ペレイラ 2018-2020
- シモーネ・ムラトーレ 2018-2020
- マノロ・ポルタノーヴァ 2018-2020
- レアンドロ・フェルナンデス 2018-2020
- イドリッサ・トゥーレ 2018-2021
- グリゴリス・カスタノス 2018-2022
- ルカ・クレメンツァ 2019-2020
- ナウイロ・アハマダ 2020-2021
- ニコロ・ファジョーリ 2019-2022
- フィリッポ・ラノッキア 2020-2024
- ファビオ・ミレッティ 2021-2022
- ハムザ・ラフィア 2021-2023
- エマヌエーレ・ズエッリ 2021-2023

### FW
- ステフィー・マヴィディディ 2018-2020
- ハン・グァンソン 2019-2020
- ニコライ・ベードゥン・フレデリクセン 2019-2021
- ルカ・ザニマッキア 2018-2022
- アレハンドロ・マルケス 2020-2023